# Jean Santeuil
 (octobre 2019).
- Si vous ne connaissez pas le sujet, laissez ce bandeau (vous pouvez alors contacter les auteurs).
- Si vous supprimez le contenu mis en cause (vous pouvez préalablement contacter les auteurs),

argumentez précisément cette suppression dans la page de discussion
(un manque de référence n'est pas un argument ; une recherche réelle de référence doit avoir été effectuée, être formellement documentée).
 (octobre 2019).
Si vous disposez d'ouvrages ou d'articles de référence ou si vous connaissez des sites web de qualité traitant du thème abordé ici, merci de compléter l'article en donnant les références utiles à sa vérifiabilité et en les liant à la section « Notes et références ».
Jean Santeuil est un livre de jeunesse de Marcel Proust commencé en 1895 mais qui ne fut jamais achevé. Son édition a été tardive (1952) et pose de nombreuses questions dans la mesure où Jean Santeuil est avant tout la compilation d'une multitude de feuillets et de fragments retrouvés de façon posthume. Ce livre intéresse surtout pour les rapports qu'il entretient avec la grande œuvre de Proust, À la recherche du temps perdu, dont beaucoup de passages se trouvent en genèse dans Jean Santeuil. Il est aussi intéressant puisqu'il peut être lu comme un livre quasi autobiographique de Marcel Proust de vingt-quatre ans à vingt-neuf ans ; il livre ici ses souvenirs d'enfance et de jeunesse, la description des lieux qu’il a fréquentés, ses idées et sa vision de l’art. Enfin c’est le seul roman (avec L’Histoire contemporaine de Anatole France) qui fut écrit sur l’affaire Dreyfus pendant les événements eux-mêmes.

## Le roman
Jean Santeuil raconte l’histoire d’un jeune homme, Jean Santeuil, épris de littérature et de poésie, son enfance et son entrée dans le monde. Il évolue aussi bien dans le Paris mondain de la fin du XIXe siècle que dans différents lieux en Province, tels que Illiers (qui deviendra Combray dans la Recherche), le château de Réveillon dans la Marne ou la Bretagne à Beg Meil.
En réalité, Jean Santeuil commence par un jeu de miroirs. Dans la Préface rédigée par Proust, le narrateur est un ami, séjournant dans une petite station bretonne, rencontrant l’écrivain C. Celui-ci, retranché dans une ferme d’hôte, passe ses journées à écrire dans un phare isolé. Or le narrateur et son ami tissent des liens intellectuels avec celui-ci et tous les soirs, C. leur lit ce qu'il a écrit dans la journée. C’est le manuscrit de C. qui est donné au lecteur comme étant le livre qu’ils ont entre les mains et retraçant la vie de Jean Santeuil.

## La genèse du roman
Après la publication du recueil de nouvelles et de poèmes Les Plaisirs et les Jours, Marcel Proust âgé de vingt-quatre ans se lance dans la rédaction d’un roman qu’il abandonnera en 1899 mais auquel il rattachera différents feuillets qu’il écrira ultérieurement.
C’est donc un immense essai romanesque, de près de mille pages, sans fin, sans intrigue, sans même de composition. Il semble que Proust ait lui-même sous-estimé le temps nécessaire pour achever cette œuvre et qu’il se soit laissé embarquer dans une œuvre qui l'aura dépassé.

## L’édition
Il faut attendre 1952 pour que Jean Santeuil paraisse aux éditions Gallimard dans la collection NRF, en trois volumes. Bernard de Fallois, par l’intermédiaire d’André Maurois, classe et transcrit « des caisses de feuillets épars, déchirés, qui au moment de la mort de Marcel étaient au garde-meuble » (citation d'André Maurois dans sa préface à Jean Santeuil en 1952).
Bernard de Fallois choisit d’ordonner le manuscrit tout d’abord en suivant l’ordre voulu par Marcel Proust qui a numéroté un certain nombre de feuillets ; puis selon l’âge du héros ; enfin par thèmes (ville de garnison, figures mondaines, de l’amour…). Il lui donne un titre, Jean Santeuil, selon le protagoniste de l’œuvre et il rajoute certains raccords pour donner plus de cohérence au texte.
L’édition de 1971 chez Gallimard dans la « Bibliothèque de la Pléiade », établie par Pierre Clarac et Yves Sandre, retranche ces raccords tout en gardant l'essentiel de l'ordre choisi par Bernard de Fallois et propose des chapitres et des sous-chapitres auxquels ils donnent des titres, correspondant aux fragments manuscrits.
Enfin l’édition chez Gallimard dans la collection « Quarto » de 2001 reprend, à peu de chose près, le texte établi en 1971 et l’ordre des chapitres créés par Clarac et Sandre.
Le texte établi ainsi propose douze chapitres :
- Préface
- Enfance et adolescence
- À Illiers
- Les Réveillons
- Les Réveillons à Paris
- Réveillon à la belle saison
- Réveillon à la mauvaise saison
- Villes de garnison
- Le scandale Marie
- Autour de "l'Affaire"
- La vie mondaine de Jean
- Figures mondaines
- De l'amour
- La vieillesse des parents de Jean

## Analyse
Les citations sont tirées de l'édition de 2001.

### Un roman autobiographique
Jean Santeuil ressemble à un essai sur l’âme d’un jeune homme, qui est de façon assez transparente Marcel Proust lui-même (il fait d’ailleurs une fois un lapsus et écrit Marcel au lieu de Jean). Dans un épigraphe, Proust écrit : « puis-je appeler ce livre un roman ? C’est moins peut-être et bien plus, l’essence même de ma vie, recueillie sans y rien mêler, dans ces heures de déchirure où elle découle. Ce livre n’a jamais été fait, il a été récolté » (p. 41)
Cette question de la relation entre la réalité, la vie et le roman traverse toute l’œuvre. Ainsi parlant de l’écrivain C., il écrit : « les choses qu’il écrivait étaient des histoires rigoureusement vraies. Il s’en excusait en disant qu’il n’avait aucune invention et ne pouvait écrire que de ce qu’il avait personnellement senti » (p. 52-53).
Mais pour Proust, la vie n’est pas suffisante : « Écrire un roman ou en vivre un, ce n’est pas du tout la même chose, quoi qu’on dise. Et pourtant notre vie n’est absolument pas séparée de nos œuvres. Toutes les scènes que je vous raconte, je les ai vécues » (p. 345). Mais les vivre ne suffit pas, dit-il, si « leur essence intime m’échappait ». (p. 345). Or c'est là qu'intervient alors le véritable écrivain.
- Exemple : l'origine de l’œuvre « du génial romancier Traves avec qui il passa quelques jours à Réveillon ».

Jean s'étonne de ne pas reconnaître ce qu'il a lu de lui dans le personnage réel : « ni la vue du romancier Traves, ni ce que Jean connut de sa conversation, ni ce qu’il apprit de sa vie ne continuaient en rien l’étrange enchantement, le monde unique où il vous transportait dès les premières pages d’un de ses livres et où sans doute il vivait quand il travaillait lui-même » (p. 330). Certes « pour qui l’eût connu à fond, on eût reconnu dans quelques-uns des matériaux don il s’était servi, quelque douce ou terrible circonstance de sa vie. Car notre vie, quelle qu’elle soir, est toujours l’alphabet dans lequel nous apprenons à  lire » (p. 331) et à écrire, faudrait-il rajouter. Mais cela ne pouvait pas expliquer « ces créatures mystérieuses » données à voir dans le « cristal précieux de ses livres », le « mystère de leur origine » (p. 331).
C’est donc que la vie du poète est transformée par le travail du poète. D’où les nombreux passages de Proust contre le matérialisme et pour les thèses de l’idéalisme ou les doctrines spiritualistes : « Jean prenait secrètement en pitié tous ceux qui croyaient à la Science, qui ne croyaient pas à l’absolu du Moi, à l’existence de Dieu » (p. 333). Car le poète doit s’attacher, plutôt qu’au fait, à décrire l’âme.
Cette question hante Proust pendant tout le roman : la littérature n’est-elle que la retranscription de ce qui est vécu dans la vie réelle ? Pour Proust, il y a autre chose dans l’art. Le poète est celui qui cherche dans la réalité, dans la Vie, dans la Nature, cette impression qui est la vérité cachée.
« Les impressions peu profondes, qui ont frappé plus avant que son moi phénoménal et y ont apporté plus qu’une vérité phénoménale, l’artiste a le devoir de les exprimer en les laissant à leur profondeur » (p. 303). Plus loin, il précise sa pensée : « C’est pour cela que la Nature avait doué de beauté une impression où précisément cette vérité était cachée, afin que le poète en fût ému, ne la laissât pas échapper, l’approfondit et en dégageât pour les autres la vérité cachée » (p. 303-304). Le poète vit donc des impressions et les retravaille pour en extraire la vérité profonde.
Le véritable poète est donc celui qui a des devoirs, celui qui travaille ces impressions. Il refuse de croire qu’on n’ait pas à mériter la poésie, que « la vraie poésie… fût là au premier passant, sur les feuilles du bois matinal, sur la bouche d’une femme » (p. 336). Sa conception du poète est celle du travail : « Ce qu’il y a de réel dans la littérature, c’est le résultat d’un travail tout spirituel, quelque matérielle que puisse en être l’occasion (une promenade, une nuit d’amour, des drames sociaux), une sorte de découverte dans l’ordre spirituel ou sentimental que l’esprit fait, de sorte que la valeur de la littérature n’est nullement dans la matière déroulée devant l’écrivain [c’est-à-dire la vie, la réalité], mais dans la nature du travail que son esprit opère sur elle » (p. 335). Or cette vérité cachée n’est révélée au poète que dans la mesure où l’inspiration surgit.

### La question de la mémoire
Proust accumule des descriptions de moments de surgissements du souvenir, qui peut être déclenché par une rose, un mot, une odeur de lilas ou des mandarines, un meuble, un manteau, une tempête…
- Un exemple : le manteau de sa mère.

« Comme il recommençait à pleurer il eut froid, et alla dans son cabinet de toilette chercher quelque chose à jeter sur ses épaules. Comme sa main était déréglée et comme folle […] elle arracha le premier manteau qu’elle rencontra […] Ainsi Jean le brandissait, mais ses yeux n’étaient pas encore tombés sur lui quand il sentit l’odeur indéfinissable de ce velours qu’il sentait quand, il y a dix ans, il allait embrasser sa mère, alors jeune, brillante, heureuse […] Troublé, il regarda le manteau qui, dans ses couleurs encore fraîches, son velouté encore doux, ressemblait à ces années qui ne servaient plus à rien, sans rapport avec la vie, mais pas fanées, intactes dans son souvenir. Il l’approcha de son nez, sentit le velours fondre encore sous sa main et crut embrasser sa mère » (p. 264-265). 
La ressemblance qui fait émerger des souvenirs, « l’écho des sensations plus anciennes » (p. 330) qui fait se rapprocher des lieux, des personnes, pourtant si différents, sont souvent pour Proust les moments de l’inspiration, de l’illumination (cf réflexion de Jean Santeuil devant une digitale dans un petit val du côté de Réveillon, p. 323-324).
L’arrivée subite de l’inspiration, l'arrivée de « ces moments de profonde illumination où l'esprit descend au fond des choses et les éclaire comme le soleil descend dans la mer » (p. 57), reste alors un mystère que Proust cherche à décrypter dans ce livre. Tout d’abord, il admet qu’il faut une certaine disposition matérielle pour faire naître l’inspiration : « L’inspiration est quelque chose de vrai : il l’attend, elle ne vient pas, il cherche à se mettre dans un état d’esprit où les choses s’entrouvrent » (p. 382). La frivolité de la vie, l’affaiblissement de sa santé peuvent empêcher le poète de ressentir l’inspiration. Pour lui, ce don merveilleux « sommeille et ne s’exerce que dans la solitude » (p. 383).
L’inspiration est source immense de joie : « Le don merveilleux de sentir sa propre essence dans les choses, ou l’essence des choses, et qu’on appelle don de poésie, essence dont la révélation est si merveilleuse qu’elle nous jette alors dans l’enthousiasme et nous fait écrire » (p. 381). Dès le début de son œuvre, Proust parle même d’une « ivresse »(p. 58) qu'il compare à celle d'un accouchement.
Cette inspiration est, selon Proust, liée au passé qui a modelé l’âme du poète, son essence intime. Il écrit : « Nos poèmes [sont] précisément la commémoration de nos minutes inspirées, lesquelles sont déjà souvent une sorte de commémoration de tout ce que notre être a laissé de lui-même dans des minutes passées, essence intime de nous-même » (p. 380) .
Finalement la vie n’inspire le poète que dans la mesure où le temps passe. Mémoire et poésie sont indissociables : ainsi une impression devient poésie dans la mesure où elle est un « trésor qui ne peut se conserver que dans un seul écrin, la mémoire, et ne peut se faire pressentir aux autres que par une sorte d’allusion : la poésie » (p. 396). Le reste n’est que « des idées creuses, qui […] imitent la réalité en s’y substituant » (p. 396).
La poésie devient alors pour Proust une façon de conjurer le temps qui passe. L’inspiration permet au poète de faire revivre des moments du passé : « il ne dévorait plus la vie avec une sorte d’angoisse de la voir disparaître sous la jouissance, mais il la goûtait avec confiance, sachant qu’un jour ou l’autre la réalité qu’il y avait en ces minutes, il la retrouverait à condition de ne pas la chercher, dans le brusque rappel d’un coup de vent, d’une odeur de feu, d’un ciel bas ensoleillé, mat, proche de pluie, au-dessus des toits » (p. 397). Cette réalité « dans ces brusques retours dans la mémoire désintéressée, nous fait flotter entre le présent et le passé dans leur essence commune », « comme un miel délicieux resté après les choses » (p. 397).
C’est cette assurance que le présent restera dans le souvenir du passé et nourrira sa mémoire et donc sa poésie, qui permet au poète un certain épicurisme et le pousse à être heureux, à savourer le présent, à ressentir du bonheur dans les moindres choses.
Ainsi Jean Santeuil, dans son amitié avec Henri de Réveillon, apparaît comme un garçon plutôt joyeux, jeune et plein d’entrain. Il savoure ses œufs brouillés dans la grande salle à manger du château, tout autant que les courses dans les longs corridors glacés, les instants délicieux des promenades, les après-midi à lire dans le petit bois de pins ou des moments de sieste sous les marronniers. De même Proust décrit Balzac (p. 340-342) comme un bon vivant : « gourmand, sensuel […], un grand écrivain peut très bien l’être ». Plus loin, il écrit : « L’espoir de se passer soit un peu de vin blanc, soit une joue rose et fraîche sous les lèvres et de faire sauter une jeune fille sur ses genoux entretient seulement cette gaieté et cette vie qui est si utile au travail de l’esprit que très souvent l’absence de sommeil ou l’absence de nourriture ou la fièvre empêche l’état matériel de l’esprit, condition physique des phénomènes de l’inspiration, de se produire » (p. 342).

### La vie de château chez les Réveillon

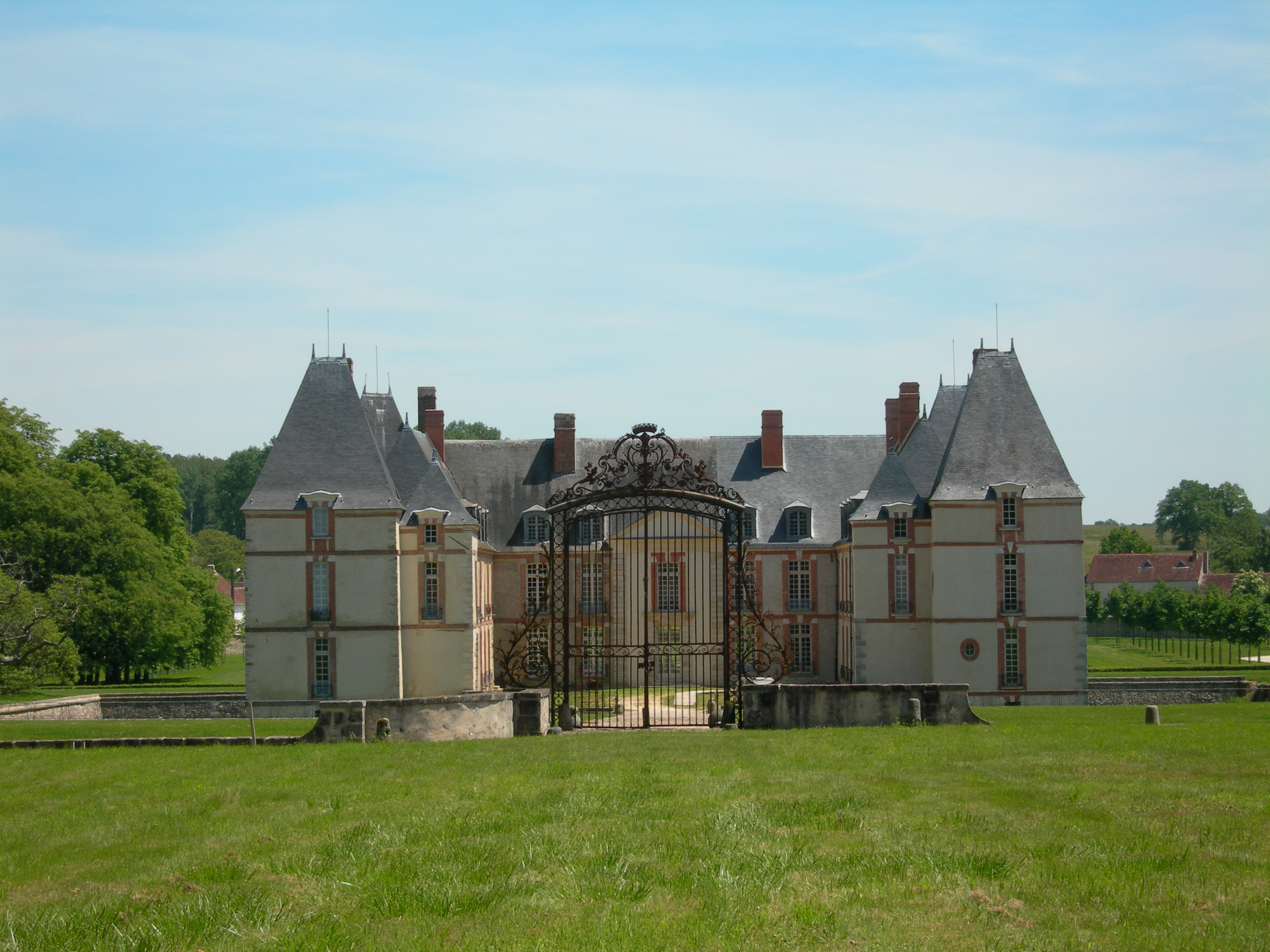
Vue générale du château de Réveillon.

Proust écrit la partie Les Réveillons au château de Réveillon dans la Marne, qui appartenait alors à son amie Madeleine Lemaire. Ceci semble prouvé par « l’utilisation de papier à dessin appartenant à Madeleine Lemaire » (préface de Jean-Yves Tadié, p. 11). Madeleine Lemaire, aquarelliste, tient un des salons les plus en vue de la Belle Époque à Paris, 31 rue de Monceau ; mais elle invite aussi ses fidèles à la suivre en été dans son château, où Proust séjourne donc en août-septembre 1894 et en 1895 avec Reynaldo Hahn. Il y décrit l’été et l’automne (en octobre p. 363), ce qui permettra aux éditeurs de distinguer deux chapitres : Réveillon à la belle saison et Réveillon à la mauvaise saison.
Le château y est décrit tout le long des pages : les longs corridors, la salle à manger, les boiseries, ainsi que le jardin, et notamment les statues de la pelouse, les fleurs, les poules, les paons, les marronniers. Proust décrit aussi les environs : les vignes, un petit val, le petit bois de pins, le village et son église… Il y décrit aussi la vie du château : les petits-déjeuners dans la salle à manger, les chambres isolées par de longs corridors, les retrouvailles le soir au coin du feu, les siestes sous les marronniers par temps chaud, les fenêtres éclairées dans la nuit au retour d’une promenade nocturne, la toilette dans le cabinet avant de descendre dîner, les visites des amis et des habitants des châteaux aux alentours, les courses chez le papetier du village…. Il y parle beaucoup du temps, qui est semble-t-il assez mauvais. Le froid, la pluie, le vent y semblent permanents.

### L’affaire Dreyfus dans Jean Santeuil
Le chapitre intitulé par les éditeurs Autour de l’Affaire présente plusieurs parties. Il commence par le portrait des 15 conseillers de la Cour d’assises. Suit l'analyse de son amitié pour Durrieux avec qui Jean débat tous les soirs du procès en cours autour d’un bock, comparée à l’amitié qui peut lier deux camarades passant le même concours. Certains évènements du procès sont minutieusement décrits tels que l’arrivée du général de Boisdeffre et sa soumission au gouvernement.
Cette partie est aussi l’occasion de livrer les réflexions de Proust sur le journalisme, incarné par le journaliste Rustinlor, qui privilégie le formalisme, la forme pure, en oubliant la bonté, la profondeur de l’âme.
Le cœur de cette partie est constituée par la tentative de décrire l’âme profonde mais insondable du colonel Picquart, alors aux arrêts. Le portrait de Picquart, en uniforme ou en civil, le présente comme un homme profond et intègre vis-à-vis de la vérité : Jean retrouve en lui un véritable philosophe. Jean comparera Picquart à Socrate (p. 586). Puis, après une commission auprès du directeur du théâtre de l’Opéra-Comique, Jean retourne au Palais de Justice, inondé de soleil, écouter les dépositions. Ces pages sont alors l’occasion d’une réflexion sur l’opposition entre la vérité et l’opinion. Cette période de la vie de Jean, tout occupé à suivre le procès, procure de nouveaux bonheurs tels que la lecture des journaux le matin dans le lit.
Enfin il termine cette partie par une réflexion sur la Grande Muette et les mystères de l’armée, avant de finir de nouveau sur une louange, quelque temps après l’Affaire, de Picquart par un adversaire même de Dreyfus.